# Calvi, Kampanien
Calvi är en ort och kommun i provinsen Benevento i regionen Kampanien i Italien. Kommunen hade 2 637 invånare (2017).